# Дикхоф
Дикхоф (њем. Diekhof) општина је у њемачкој савезној држави Мекленбург-Западна Померанија. Једно је од 62 општинска средишта округа Гистров. Према процјени из 2010. у општини је живјело 978 становника. Посједује регионалну шифру (AGS) 13053017.

## Географски и демографски подаци
Дикхоф се налази у савезној држави Мекленбург-Западна Померанија у округу Гистров. Општина се налази на надморској висини од 50 метара. Површина општине износи 33,2 km². У самом мјесту је, према процјени из 2010. године, живјело 978 становника. Просјечна густина становништва износи 29 становника/km².